# Reichsabtei Ochsenhausen
Die Reichsabtei Ochsenhausen (Patron: St. Georg) war von 1090 bis 1803 ein Kloster der Benediktiner in Ochsenhausen in Oberschwaben, das zum Schwäbischen Reichskreis gehörte.

## Lage
Mit einer Fläche von zweihundertfünfundfünfzig Quadratkilometern und knapp neuntausend Untertanen in der Zeit seiner größten Ausdehnung umfasste das Territorium ungefähr 20 % des heutigen Landkreises Biberach. Es grenzte im Westen an die freie Reichsstadt Biberach, im Süden an die Reichsabtei Schussenried und das weltliche Territorium Waldburg-Zeil, im Osten an die Reichsabtei Rot an der Rot und im Norden an Laupheim. Das Stift hatte mit dem Amt Tannheim eine Enklave inmitten des Gebietes der Reichsabtei Rot an der Rot.

## Geschichte
Fränkische Einflüsse bestimmten nach dem ersten Jahrtausend das Herzogtum Schwaben. Die fränkisch-welfischen Ministerialen Konrad, Hawin und Adelbert von Wolfertschwenden stifteten als Grundeigentümer zusammen mit ihren Schwestern um 1090 ein Benediktinerkloster (Ohsinhusin) bei Biberach an der Riß in Oberschwaben und übergaben es der Abtei St. Blasien im Schwarzwald. Schon bald darauf schickte Abt Uto I. vom Mutterkloster St. Blasien aus Mönche an die Rottum und untere Iller und schon 1093 erfolgte die Weihe dieses als Priorat von St. Blasien geführten Klosters zu Ehren des Heiligen Georg. Am 31. Dezember 1100 bestätigte die Stifterfamilie ihre Klostergründung urkundlich. 1157 wurde die Stiftung auch von Papst Hadrian IV. bestätigt. Die Vogtei über das Kloster lag bei den Welfen. Während des 12. Jahrhunderts lassen sich bei den Ochsenhausener Benediktinern Einflüsse der Klosterreform von Fruttuaria nachweisen. Von 1238 bis 1262 stand der Selige Heinrich von Zwiefalten dem Kloster Ochsenhausen als Prior vor. 1343 wandten sich die Mönche aufgrund von Umtrieben schellenbergischer Vögte an Kaiser Ludwig den Bayern. Er stellte den Konvent 1347 unter den Reichsschutz, womit er die Reichsstadt Ulm beauftragte.
Nach Georg Geisenhof war das ursprüngliche Kloster vor dem barocken Neubau eine bescheidene Anlage. Es bestand aus drei zweistöckigen Gebäudeflügeln, die mit der Kirche ein regelmäßiges Viereck bildeten. Das frühere Kloster ist identisch mit dem heutigen Kreuzgärtchen. Im Kloster gab es sechs beheizbare Räume, das Refektorium, das die Mönche im Winter auch als Studierzimmer benutzten, das Zimmer des Priors und das des Propstes, ein Krankenzimmer mit einer kleinen Kapelle zum Heiligen Geist, ein Gastzimmer und das Pfortenstübchen. Über die Jahrhunderte schwankte die Anzahl der Mönche zwischen zwanzig und vierzig.

### Vom Kloster zur Reichsabtei

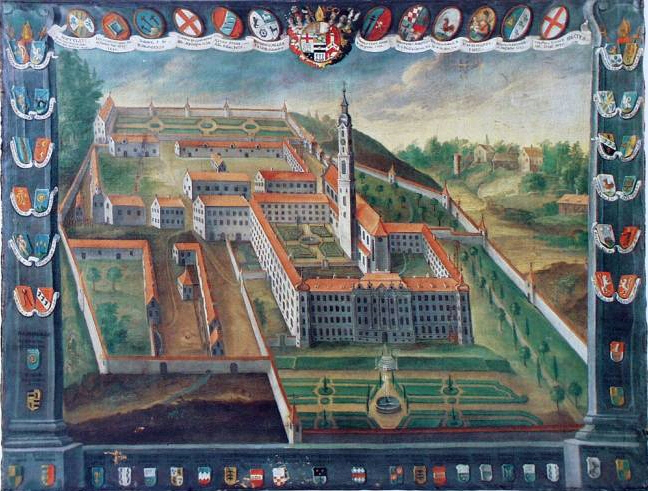
Kloster Ochsenhausen

1391 löste sich das Kloster Ochsenhausen von St. Blasien und wurde eine selbständige Abtei. Der eigentliche Anlass für die Trennung des Priorates Ochsenhausen von der Mutterabtei St. Blasien war das von 1378 bis 1417 dauernde Abendländische Schisma. Während der zeitweiligen Kirchenspaltung blieb Ochsenhausen an der Seite des Papstes der römischen Obödienz, Urban VI., während das Mutterkloster sich dem Gegenpapst Clemens VII. der Avignonesischen Obödienz unterstellte. 1388 wurde Nikolaus Faber zum Propst und Prior des Konvents gewählt. Der von St. Blasien eingesetzte Prior Heinrich Laurin und der Propst Heinrich von Södorf wurden im gleichen Jahr nach St. Blasien zurückverwiesen. Die Angelegenheit blieb strittig und Nikolaus Faber reiste 1391 nach Rom, um eine Entscheidung des neuen Papstes Bonifaz IX. zu erwirken. Bonifaz entschied nach einer Audienz, dass Ochsenhausen zur selbständigen Abtei erhoben wurde. Der aus sieben Mönchen bestehende Konvent wählte am 19. April 1392 Nikolaus Faber zum ersten Abt.

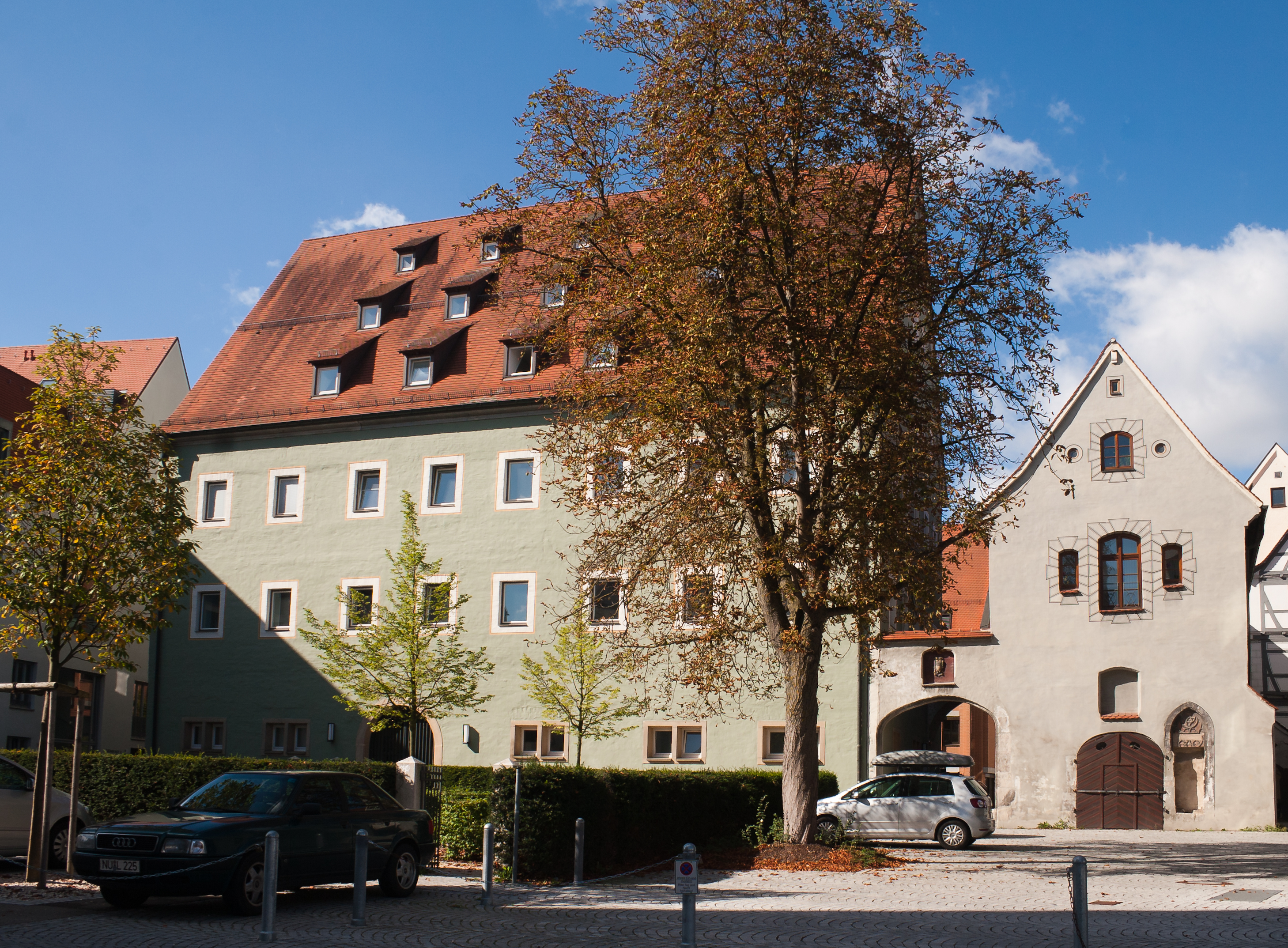
1490 erbauter Ochsenhauser Pfleghof in Ulm

In einer Urkunde vom 13. Oktober 1397 verlieh König Wenzel Abt und Konvent das Recht der freien Vogtwahl und Freiheit von fremden Gerichten. Die Reichsstadt Ulm bestätigte er ihnen als frei gewählte Schirmvogtei. Damit war das Kloster nur der Reichsgewalt unterstellt. Für die Klosteruntertanen waren jetzt nur noch die klösterlichen Gerichte zuständig, das Kloster selbst hatte das Bürgerrecht von Ulm und unterstand dem Ulmer Stadtgericht. Möglicherweise wurde der Abt von Ochsenhausen schon 1422 unter dem Namen Der von Sant-Jorgen als Reichsstand in der Heeresmatrikel geführt. Die Abtei hatte reiche Besitzungen zwischen Iller und Riß mit zahlreichen Patronaten und Inkorporationen von Pfarreien. Die Wallfahrt von Steinhausen an der Rottum wurde von Ochsenhausener Benediktinern betreut.
Abt Michael Ryssel ließ für die Klosterkirche mit geringem Aufwand einen höheren Kirchturm errichten und diesen mit größeren Glocken versehen sowie den gotischen Kreuzgang und die Prälatur bauen. Neben dem Turm ließ er eine gotische Kapelle erbauen und dem Ordensgründer Benedikt von Nursia weihen. Die baufällige Friedhofskapelle St. Veit, in der die Stifter des Klosters begraben waren, baute er von Grund aus neu auf und versah sie mit drei Altären. In Abt Michaels Regierungszeit fällt auch 1542 die Einrichtung zweier Studienanstalten in Legau und Ochsenhausen. Im Abbatiat des vierten Abtes Johannes Knuß erreichte die Pest 1470 Oberschwaben. Unter Prälat Simon Lengenberger erhielt das Kloster 1495 den Titel einer freien Reichsabtei. Die Grundlage dafür war jene in Innsbruck am 23. Dezember 1488 ausgestellte Urkunde, mit der Kaiser Friedrich III. dem Abt das Recht der Blutgerichtsbarkeit verlieh, verbunden mit der Erlaubnis, Stock und Galgen aufzurichten. Im gleichen Jahr begann Abt Simon mit dem Neubau der Abteikirche (1489–1495) in gotischem Stil. Am 29. Mai 1495 wurde sie vom Konstanzer Weihbischof Daniel Zehender, Titularbischof von Belline in Syrien, feierlich geweiht. Die neue Kirche hatte fünfzehn Altäre, der Hochaltar wurde von Jörg Sürlin aus Ulm ausgeführt. Sürlin begann das Werk im Jahre 1496 und vollendete es 1499 unter dem späteren Abt Hieronymus Biechelberger. Des Weiteren ließ Abt Simon ein Gastgebäude errichten.

### Geistliches Territorium, Bauernkrieg und Reformation

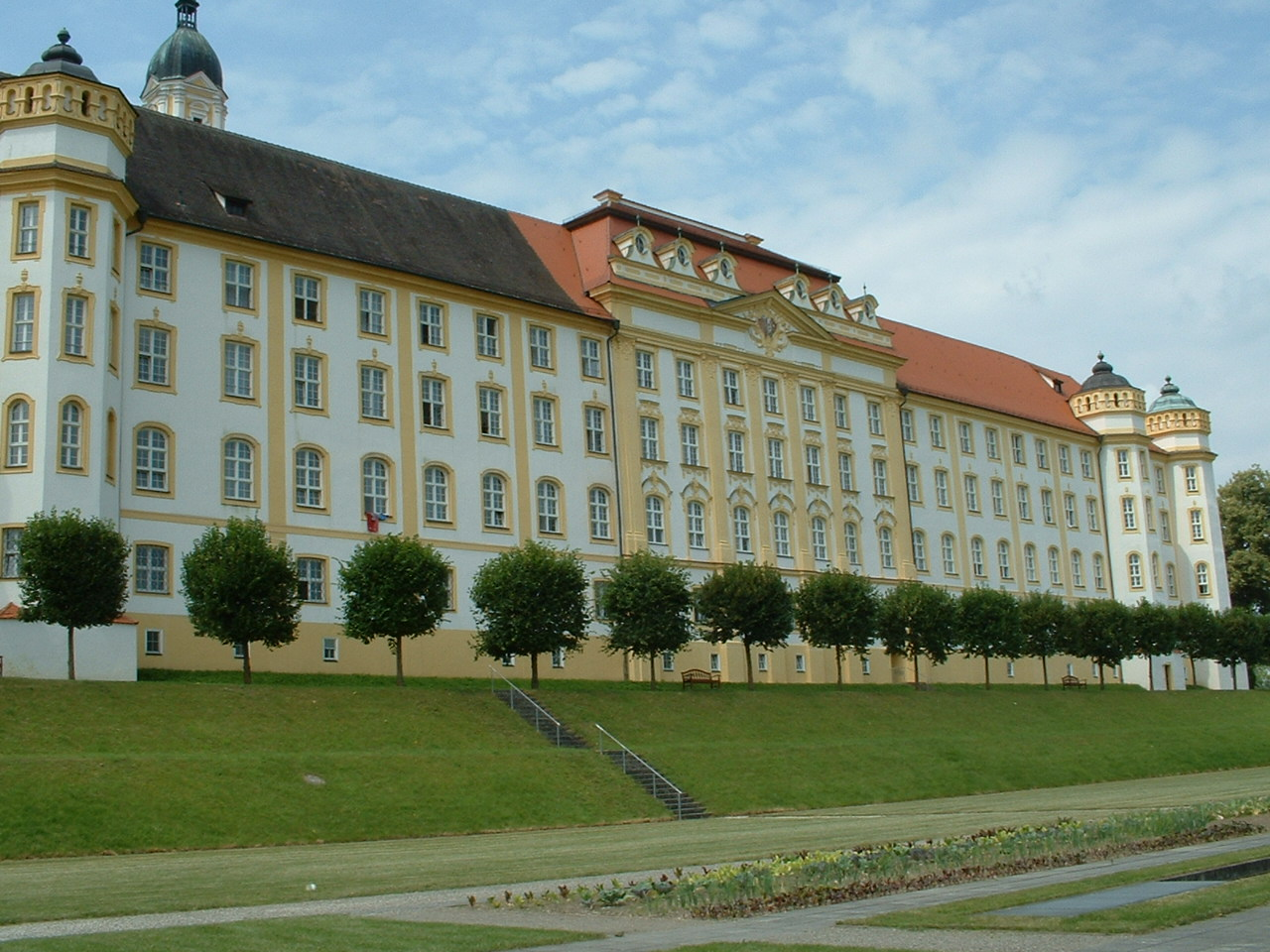
Ehemalige Reichsabtei Ochsenhausen

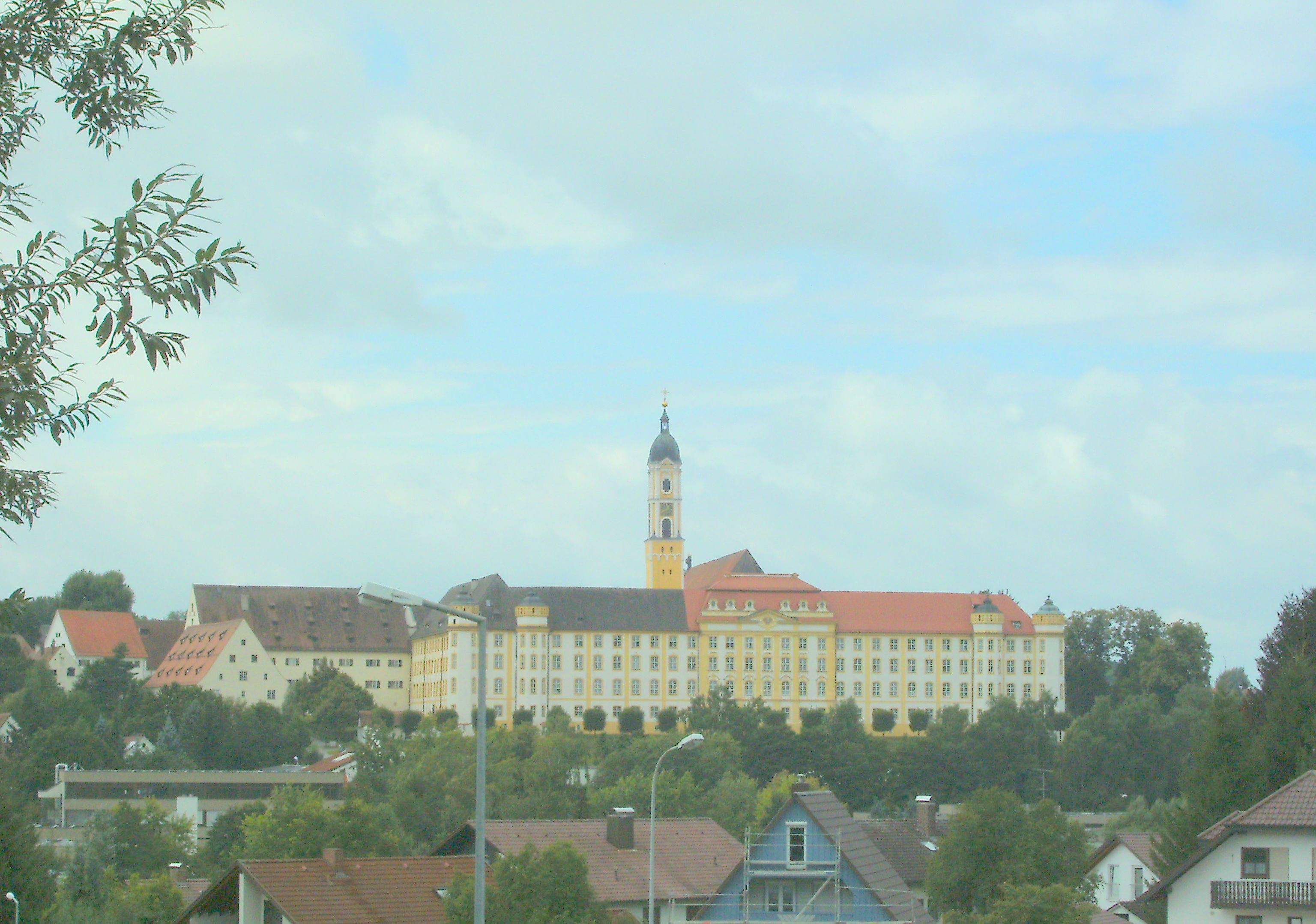
Ostfassade des Klosters

1501 unter Abt Hieronymus I. Biechelberger erhoben sich die Lehensbauern aus den 38 zum Kloster gehörenden Ortschaften und erreichten mit dem Untertanenvertrag von 1502 Verbesserungen ihrer Lehensbedingungen, die allerdings nach der Niederlage der Bauern 1525 wieder weitgehend zurückgenommen wurden. Die Vereinbarungen von 1502 dürften der Grund gewesen sein, warum der Bauernkrieg keinen größeren Schaden angerichtet hat. Es kam unter anderem zu folgenden Änderungen im Rechtsverhältnis des Stiftes zu seinen Untertanen.
- Alle Klostergüter wurden zu Erblehen.
- Die Güter hatten Kaufrecht, das Kloster erhielt ein Vorkaufsrecht zu einem Preis, der einen Gulden unter dem Schätzwert lag.
- Wechselte der Lehensinhaber, zahlte der alte fünf Prozent, der neue zehn Prozent des Schätzwertes an das Kloster.
- Wurden Güter neu vergeben, wurden Klosteruntertanen bevorzugt, aber jeder Bauer durfte nur ein Gut bewirtschaften.
- Die Leibeigenen konnten ihre fahrende Habe vererben, wobei der Erbe fünf Prozent des Schätzwertes an das Kloster zu zahlen hatte.
- Für die Untertanen gab es Freizügigkeit, aber sie mussten ihre Zahlungen weiterhin an das Kloster leisten.
- Leibherrliche Abgaben wurden auf eine pauschale Geldabgabe von 1 Pfund Heller für den Gewandfall beschränkt.
- Das Kloster teilte den Bauern Bau- und Brennholz zu.[4]

Unter Abt Andreas I. Kindscher schwelte der Streit mit den Untertanen weiter. Die Reformation hielt Einzug in Oberschwaben. Der Magistrat der Reichsstadt Biberach verfügte unter evangelischer Mehrheit 1542 die Absetzung Pfarrer Knechts aus Baltringen. Abt Georg Müller rief die Schirmvogtei Ulm in dem Streit um Hilfe, die inzwischen aber auch sich mehrheitlich zur protestantischen Konfession bekannte. Ulm verlegte zwei Kompanien Truppen nach Ochsenhausen. Ein ulmischer Prediger sollte wegen des Seelenheils der Soldaten in der Stiftskirche des Klosters Gottesdienst halten. Heilige Messen nach römischem Ritus wurden verboten. Abt Georg floh 1547 nach Augsburg. Kaiser Karl V. weilte 1547/1548 zum Reichstag in Augsburg. Der Kaiser empfahl Abt Georg, zu resignieren. Sein Nachfolger wurde der Abt von Weingarten Gerwig Blarer. Blarer avancierte zum Führer der Katholiken in Oberschwaben. Ihm gelang unter Mitwirkung besonders der Dillinger Jesuiten die Einführung der Reformation im Klostergebiet zu verhindern, die Klosterdisziplin der Mönche wiederherzustellen sowie das Klosterland geistlich zu heben. Die von der protestantisch gewordenen Schutzmacht Ulm entsandten Prediger mussten wieder abgezogen werden. 1548 kündigte das Reichsstift die Schirmherrschaft der Stadt Ulm und unterstellte sich direkt dem Schutz König Ferdinands und des Hauses Habsburg. 1556 erwirkte Blarer, wohl einer der politischste Äbte Ochenhausens, bei Kaiser Karl V. eine Verordnung für die Reichsabtei Ochsenhausen, „die den Land- und Leut verderblichen Handelskunstgriffen der Juden Einhalt gebot.“ 1570 verkaufte sein Nachfolger Abt Andreas II. Sonntag die Ortschaft Wain an die Stadt Ulm. Abt Johannes Ernst ließ 1592 die Sankt-Anna-Kapelle zwischen Oberstetten und Steinhausen an der Rottum errichten und sich darin am Fuße des Altares begraben. Während der Amtszeit von Abt Urban Mayer wurden „Todesurteile alter Frauen unterzeichnet, die für Hexen gehalten wurden“.

### Dreißigjähriger Krieg und Barockzeit
1603/04 gehörte das Kloster Ochsenhausen zu den Gründungsmitgliedern der Oberschwäbischen Benediktinerkongregation. 1613 gründete die Abtei in Ochsenhausen ein Lyzeum (Klostergymnasium), 1615 bis 1618 erfolgte unter Abt Johannes Lang der Neubau des Konventgebäudes. Von 1623 bis 1630 unterhielt das Kloster zudem ein zweites Lyzeum in Ummendorf. Nach der Niederlage des katholischen Heerführers Johann t’Serclaes von Tilly in der Schlacht bei Rain am Lech am 14./15. April 1632 und der darauf folgenden Eroberung von Augsburg zog sich die kaiserliche Armee in Richtung Osten zurück. Ulm wurde Stützpunkt der schwedischen Besatzungsarmee. Der Reichsabtei Ochsenhausen wurde eine Kontribution von 6000 Gulden unter Androhung der Einäscherung des Klosters (Brandschatzung) angekündigt. Am 22. Juni 1632 wurde das Kloster von den Schweden geplündert und nichts von einigem Werthe, das sie erreichen oder losmachen konnten blieb zurück. Ein kurzes Zwischenspiel, in dem der Feldherr der kaiserlich-habsburgischen Armee Johann von Aldringen den bedrängten oberschwäbischen geistlichen Territorien zu Hilfe kam, heizte die Wut der Schweden nur noch mehr an. Auch die Schlösser von Thannheim und Ummendorf wurden geplündert. Dieses wiederholte sich jedes Mal wieder, wenn eine neue schwedische Division in Süddeutschland stationiert wurde. Während des Dreißigjährigen Krieges war das Kloster durch Seuchen und weitere Plünderungen schwer betroffen, erholte sich aber danach sehr schnell. Schon 1650 konnte ein Gästetrakt errichtet werden.
Seit dem Abbatiat des Prälaten Balthasar Puolamer beteiligte sich die Abtei von 1673 bis 1691 am Benediktinergymnasium in Rottweil. Zu gleicher Zeit war auch in Ochsenhausen der so genannte barocke Bauwurm ausgebrochen. Abt Franziskus Klesin ließ das Schloss am Amtssitz des Klosters in Tannheim 1696 neu erbauen, von 1700 bis 1702 unmittelbar daneben die frühbarocke Kirche St. Martin. Die letzten vier Reichsprälaten von Ochsenhausen konnten in ihren Abbatiaten nochmals eine bedeutende Blütezeit ihres Klosters hervorbringen: Von Grund auf neu bauen ließ Abt Franziskus’ Nachfolger Beda Werner die Pfarrkirchen in Bellamont, Ringschnait und Oberopfingen. Er veränderte das Äußere von Schloss Obersulmetingen und der Kirchen in Laupheim und Achstetten. Beim Tode von Abt Beda befand sich ein Einnahmenüberschuss von 100.000 Gulden in der Hauptkasse des geistlichen Territoriums der Reichsabtei. 1725 erfolgte die Barockisierung der Abteikirche durch die Ausstattung mit Fresken von Johann Georg Bergmüller und Johann Joseph Anton Huber und der neuen Orgel von Joseph Gabler. Der Umbau der Konventgebäude geschah u. a. durch Barockbaumeister Johann Michael Fischer. Im 18. Jahrhundert pflegte die Abtei gute Beziehungen zur Benediktiner-Universität Salzburg.
Schon unter Abt Benedikt Denzel setzte eine besondere Förderung der Klosterbibliothek und der naturwissenschaftlichen Studien ein, die sein Nachfolger Abt Romuald Weltin fortsetzte. Zwischen 1783/85 und 1793 wurden in dessen Amtszeit ein Armarium, sowie der Bibliothekssaal, Kapitelsaal und eine Sternwarte im südöstlichen Turmpaar hinzugefügt. Schon ab 1792 kam eine große Zahl vertriebener Konventualen von den aufgehobenen Klöstern aus Frankreich. 1796 besetzten zum ersten Mal französische Revolutionstruppen das Territorium und beschlagnahmten alle Geld-, Frucht- und Weinvorräte. Das reichsunmittelbare geistliche Territorium hatte keine eigene Landwehr. Mit seinen 255 Quadratkilometern Fläche und 8665 Einwohnern und einem erwirtschafteten Jahresertrag von 120.000 Gulden nahm es damals nach dem ebenfalls benediktinischen Kloster Weingarten in Oberschwaben die zweite Stelle ein. Augsburg, die einwohnermäßig größte Reichsstadt des Schwäbischen Reichskreises, hatte 35.000 Einwohner, das nahe Memmingen 11.500.
Durchgehend herrschte bei der Besetzung der Äbte und später der Reichsäbte in Ochsenhausen keine Ämterpatronage. Auch hatten die umliegenden Adelshäuser, freien Reichsstädte, Ulmer Schirmvögte oder der Kaiserhof in Wien keinen Einfluss auf die Wahl des Abtes. Die Äbte entstammten oft bürgerlich-städtischen Elternhäusern oder waren „überzählige“ Söhne von Bauern- oder Handwerkerfamilien. Allesamt durchliefen sie fast alle seelsorgerischen Positionen und Ämter in der Verwaltung des Klosters und wurden erst als erfahrene alte Mönche zu Äbten gewählt.

### Säkularisation

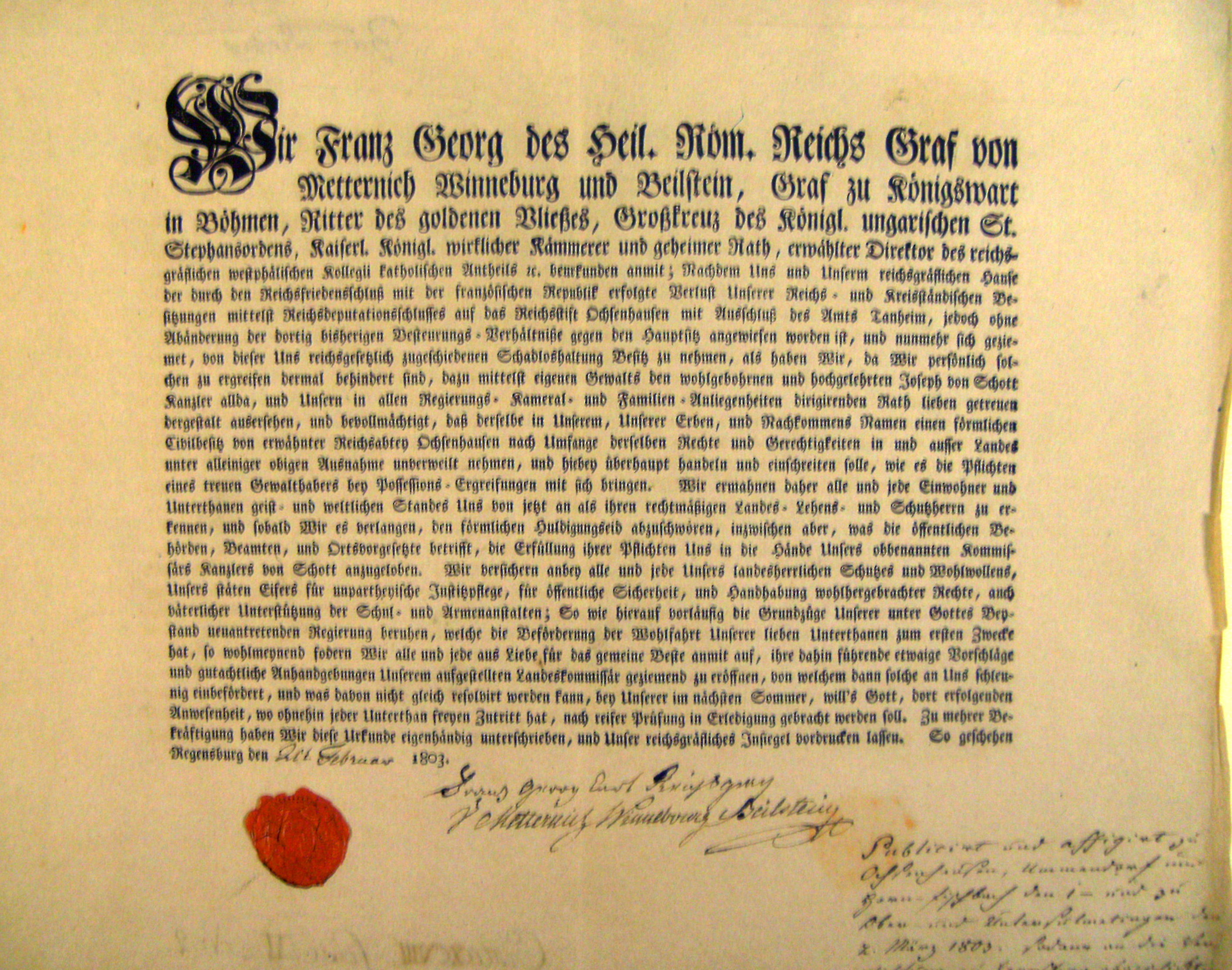
Rechtstitel der Säkularisation

Im Rahmen der Säkularisation fand die Reichsabtei ihr rechtliches Ende, das Benediktinerkloster Ochsenhausen wurde nach gut siebenhundertjähriger Existenz 1803 zum Aussterbekloster bestimmt und aufgelöst. Reichsgraf Franz Georg Karl von Metternich erhielt es als Entschädigung für seine linksrheinischen Besitzungen in Winneburg, Schaesberg-Kerpen und Sinzendorf-Rheineck zugesprochen. Reichsgraf Franz Georg Karl war der Vater von Klemens Wenzel Lothar von Metternich, der später einer der mächtigsten und berühmtesten Staatsmänner Europas seiner Zeit war. Am 30. Juni 1803 verlieh Kaiser Franz II. dem Reichsgrafen die persönliche Fürstenwürde und erhob Ochsenhausen zum Fürstentum. Das vormals geistliche Territorium wurde für die kurze Zeit von drei Jahren ein weltliches Fürstentum. Der Fürst konnte durch einen geschickt ausgehandelten Vertrag relativ frei über die beweglichen Gegenstände des Klosters, Buchbestände und liturgischen Geräte verfügen. Abt Romuald wurde angewiesen, in Schloss Obersulmetingen Wohnung zu nehmen. Er erhielt eine jährliche Pension von 7500 Gulden. Er kam nur noch einmal nach Ochsenhausen zurück, bei der Huldigung des Fürsten Metternich durch seine neuen Untertanen. Er starb am 19. Januar 1805.
Der Besitz fiel 1806 an das Königreich Württemberg. 1807 erfolgte die endgültige Auflösung des Konvents. 1825 verkaufte Fürst Klemens Wenzel Lothar von Metternich seine Besitzungen für 1,2 Millionen Gulden an das Königreich Württemberg. Das Kloster stand leer und war dem Verfall preisgegeben. Das meiste Inventar hatte schon Fürst Metternich abtransportieren lassen oder verkauft. So auch das Sterbebuch, das für die Geschichte des Klosters bedeutende Ochsenhausener Nekrolog, das erst um 1970 im Schloss Kynžvart wiederentdeckt wurde. Was noch gerettet werden konnte, wurde an den Hof nach Stuttgart oder Ludwigsburg verbracht.
1964 bis 1992 erfolgte die Sanierung der Klosteranlage durch das Land Baden-Württemberg. Die Bauarbeiten wurden vom Hochbauamt in Ulm durchgeführt und beliefen sich auf 28 Millionen DM. Es kamen 800 Handwerker zum Einsatz. Heute finden sich in den Klostermauern die Landesakademie für die musizierende Jugend in Baden-Württemberg und ein Teil des Gymnasiums Ochsenhausen. Die Konventsgebäude, die Prälatur, das Refektorium und die historische Sternwarte sind im Rahmen von Führungen zu besichtigen. Ein Klostermuseum im Südflügel des Fürstenbaus informiert über die 700 Jahre währende Klostergeschichte. Betreut wird die Klosteranlage durch die Einrichtung „Staatliche Schlösser und Gärten Baden-Württemberg“.

### Territorium der Reichsabtei / Besitzungen

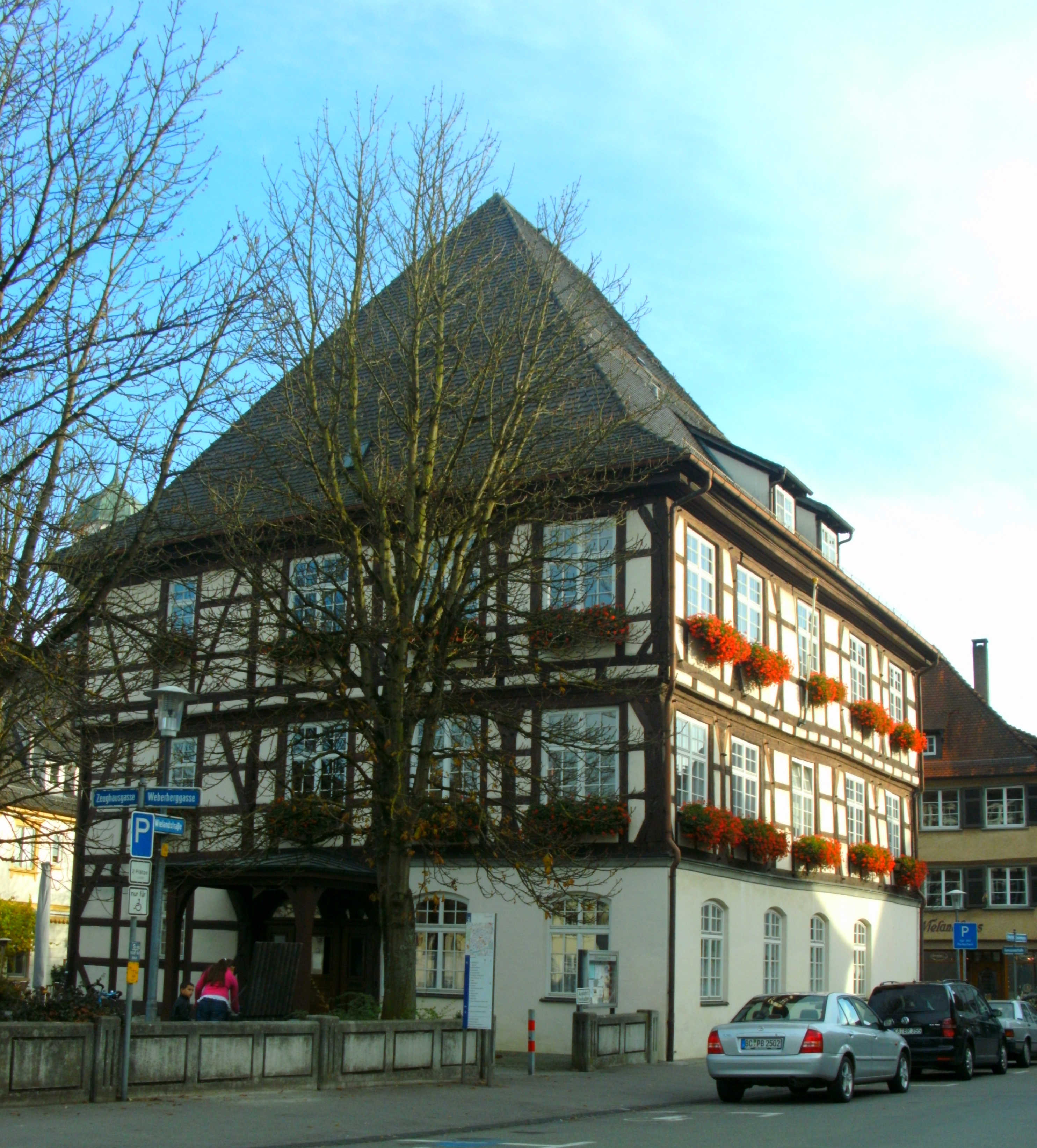
Ochsenhauser Hof in Biberach

Das Kloster Ochsenhausen war bereits bei seiner Gründung reichlich mit Gütern ausgestattet worden. Durch weitere Schenkungen, aber auch zahlreiche Käufe und Tausch gelangte es im Laufe der Jahrhunderte zu großem Besitztum, von dem hier nur die wesentlichen Güter genannt seien:
- 1. Das Oberamt Ochsenhausen mit
  - Aichen (heute: Eichen), Bachen (Edenbachen), Bechtenrot, Bellamont, Brunnen, Eichbühl, Ehrensberg, Englisweiler, Erlenmoos, Füramoos, Goppertshofen, Hattenburg, Hirschbrunn, Laubach, Mittelbuch, Oberstetten, Ochsenhausen, Reinstetten, Ringschnait, Rottum, Schlotterthal, Steinhausen, Winterreuti, St. Annahof, Badhof, Emishalden, und Löhlis, theilweise Simmerts und Wasenburg; Eichenberg, Ergach, Grabenmühle und theilweise Unteropfingen, Schönebürg;
- 2. Pflegamt Ummendorf (seit 1565) mit
  - Horn-Fischbach, Bebenhaus Häusern, Kemnat, Buschhorn, Möselsberg, Rehmoos, Rückweg und Winkel;
- 3. Pflegamt Sulmetingen (1699–1735) mit den
  - beiden Sulmetingen, Mittenweiler und Niederkirch;
- 4. Pflegamt Tannheim (freie Reichsherrschaft) mit
  - Schloss und Dorf Tannheim, Ober-Opfingen und 1/3 von Berkheim; die Weiler Arlach, Bonlanden, Egelsee, Haldau, Hammerts, Krimmel, Kronwinkel, Oberzell, Schönthal und teilweise Kirchdorf an der Iller, ferner Oyhof und Rohrmühle und das Pfarrdorf Winterrieden;
- 5. Das Gericht Hummertsried, bestehend aus
  - Hummertsried, Aspach und Klingelrein; eine Ritterherrschaft, die dem Amt Ochsenhausen zugeteilt war.

Außerdem besaß das Kloster noch das Schlossgut Hersberg bei Immenstaad am Bodensee und Güter, Gefälle und Rechte in fremden Gebieten. Die Bevölkerung wurde 1803 auf 11.000 Einwohner, die Einkünfte auf 100.000 fl. geschätzt.

### Ehemalige Klosterkirche

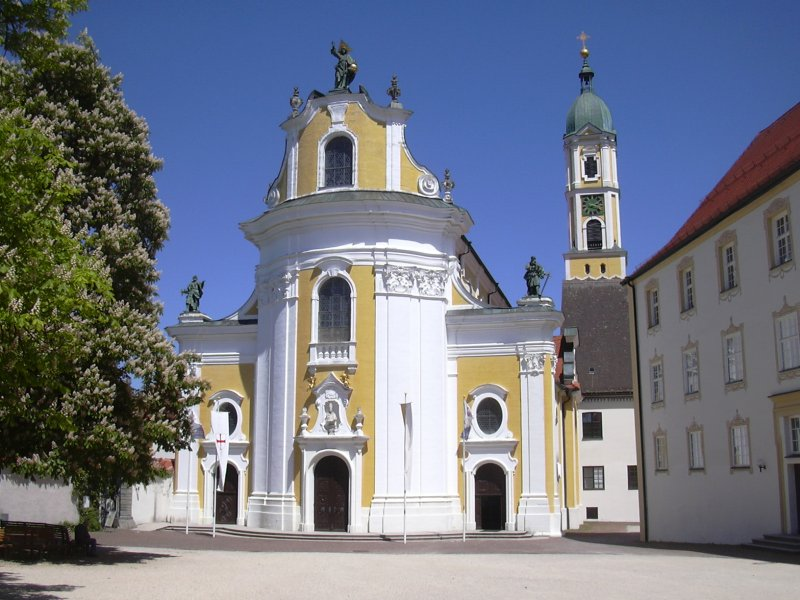
Kirche der ehemaligen Reichsabtei Ochsenhausen

Die erste Klosterkirche, eine dreischiffige romanische Säulenbasilika, wurde im Jahre 1093 vom Konstanzer Diözesanbischof Gebhard III. von Zähringen dem Heiligen Georg geweiht. Eine neue Klosterkirche wurde in den Jahren 1489 bis 1495 in spätgotischem Stil unter Abt Simon Lengenberger (1482–1498) von Martin Österreicher aus Buchberg erbaut und vom Konstanzer Bischofsvikar Daniel Zehender am 29. Mai 1495 geweiht.
Die Barockisierung der spätgotischen Kirche begann 1660 mit der Ausschmückung der Sakristei und zog sich über acht Jahrzehnte hin.

### Fruchtkasten

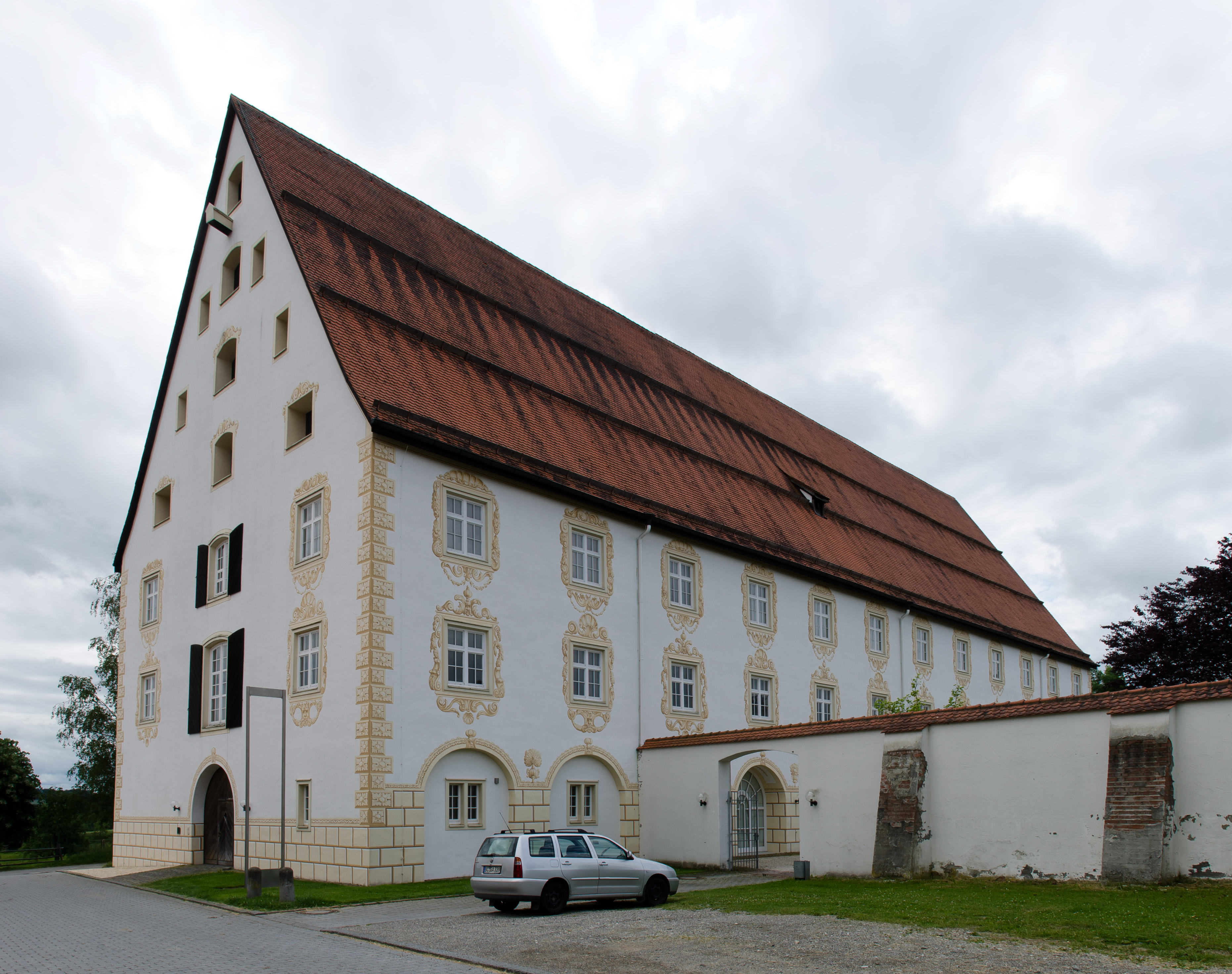
Fruchtkasten

Der Fruchtkasten wurde 1719 bis 1725 unter Abt Hieronymus II. Lindau zur Lagerung von Feldfrüchten erbaut. Im Zweiten Weltkrieg wurden im Fruchtkasten von Henrich Focke Hubschrauber gebaut; später wurde das Gebäude für Flüchtlingswohnungen verwendet. Seit 1987 beherbergt es die Städtische Galerie und einen Veranstaltungssaal.

### Liste der Äbte des Klosters
Insgesamt hatte das Kloster sechsundzwanzig Äbte, bevor es 1803 säkularisiert und zum Aussterbekloster erklärt wurde. Vor der Unabhängigkeit vom Mutterkloster St. Blasien 1391 gab es zehn Prioren.
Prioren
- 1103–1164: Burkhard
- 1164–1194: Konrad
- 1194–1222: Herman
- 1222–1238: Arnold
- 1238–1262: Heinrich I. von Zwiefalten
- 1262–1304: Reiner
- 1304–1332: Ulrich
- 1332–1370: Petrus
- 1370–1383: Heinrich II.
- 1383–1388: Heinrich III.
- 1388–1392: Nikolaus Faber, auch zum Propst gewählt, ab 1392 Abt

Äbte

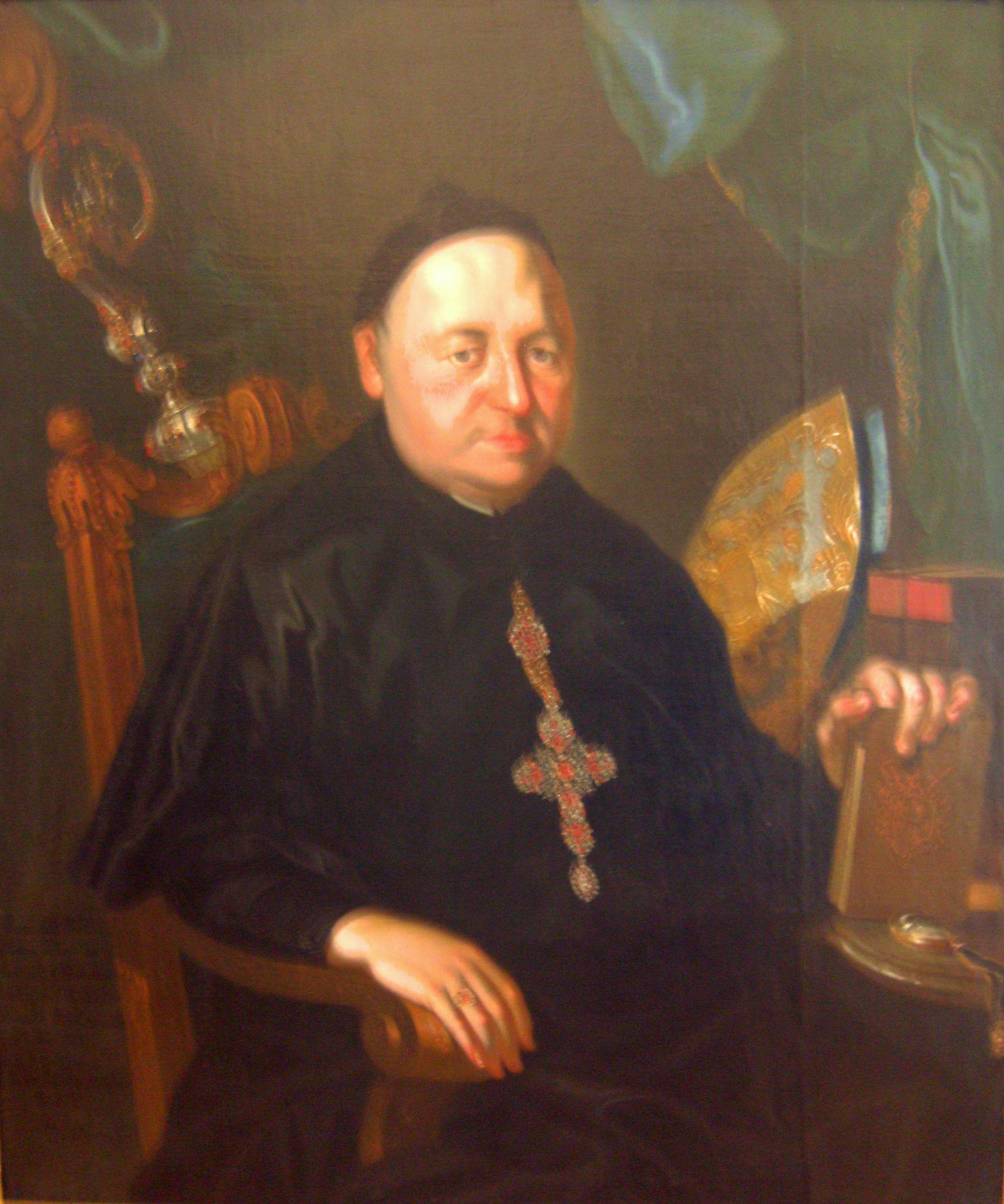
Prälat Romuald Weltin (Gemälde von S. Bildstein), letzter Reichsabt von Ochsenhausen

- 1392–1422: Nikolaus Faber († 1422)
- 1422–1434: Heinrich Faber († 1434)
- 1434–1468: Michael Ryssel († 1469)
- 1468–1476: Johannes Knuß (Knauß) († 1476)
- 1476–1482: Jodokus Bruder (1442–1529)
- 1482–1498: Simon Lengenberger († 1498)
- 1498–1508: Hieronymus I. Biechelberger († 1508)
- 1508–1541: Andreas I. Kindscher († 1541)
- 1541–1547: Georg Müller († 1556)
- 1547–1567: Gerwig Blarer (1495–1567)
- 1567–1585: Andreas II. Sonntag († 1587)
- 1585–1593: Johannes Ernst (1528–1594)
- 1593–1605: Christoph Spieß (1558–1610)
- 1605–1613: Urban Mayer (1575–1613)
- 1613–1618: Johannes Lang (1583–1618)
- 1618–1632: Bartholomäus Ehinger (1569–1632)
- 1632–1658: Wunibald Waibel (1600–1658)
- 1658–1671: Alphons Kleinhans (1606–1671)
- 1671–1681: Balthasar Puolamer (1615–1681)
- 1681–1689: Plazidus Kobolt (1642–1719)
- 1689–1708: Franziskus Klesin (1643–1708)
- 1708–1719: Hieronymus II. Lindau (1657–1719)
- 1719–1725: Beda Werner (1673–1725)
- 1725–1737: Cölestin Frener (1664–1737)
- 1737–1767: Benedikt Denzel (1692–1767)
- 1767–1803: Romuald Weltin (1723–1805)